# Comuna Ezeriș, Caraș-Severin
Ezeriș este o comună în județul Caraș-Severin, Banat, România, formată din satele Ezeriș (reședința) și Soceni.

## Demografie
Componența etnică a comunei Ezeriș
     Români (97,34%)
     Alte etnii (0,2%)
     Necunoscută (2,46%)
Componența confesională a comunei Ezeriș
     Ortodocși (88,64%)
     Penticostali (7,11%)
     Alte religii (1,4%)
     Necunoscută (2,86%)
Conform recensământului efectuat în 2021, populația comunei Ezeriș se ridică la 1.505 locuitori, în creștere față de recensământul anterior din 2011, când fuseseră înregistrați 1.255 de locuitori. Majoritatea locuitorilor sunt români (97,34%), iar pentru 2,46% nu se cunoaște apartenența etnică. Din punct de vedere confesional, majoritatea locuitorilor sunt ortodocși (88,64%), cu o minoritate de penticostali (7,11%), iar pentru 2,86% nu se cunoaște apartenența confesională.

## Politică și administrație
Comuna Ezeriș este administrată de un primar și un consiliu local compus din 9 consilieri. Primarul, Ioan Rusu[*], de la Partidul Social Democrat, este în funcție din 2000. Începând cu alegerile locale din 2024, consiliul local are următoarea componență pe partide politice:
|  | Partid                    | Consilieri | Componența Consiliului | Componența Consiliului | Componența Consiliului | Componența Consiliului | Componența Consiliului | Componența Consiliului | Componența Consiliului |
|  | ------------------------- | ---------- | ---------------------- | ---------------------- | ---------------------- | ---------------------- | ---------------------- | ---------------------- | ---------------------- |
|  | Partidul Social Democrat  | 7          |                        |                        |                        |                        |                        |                        |                        |
|  | Partidul Național Liberal | 1          |                        |                        |                        |                        |                        |                        |                        |
|  | Forța Dreptei             | 1          |                        |                        |                        |                        |                        |                        |                        |

## Legături externe

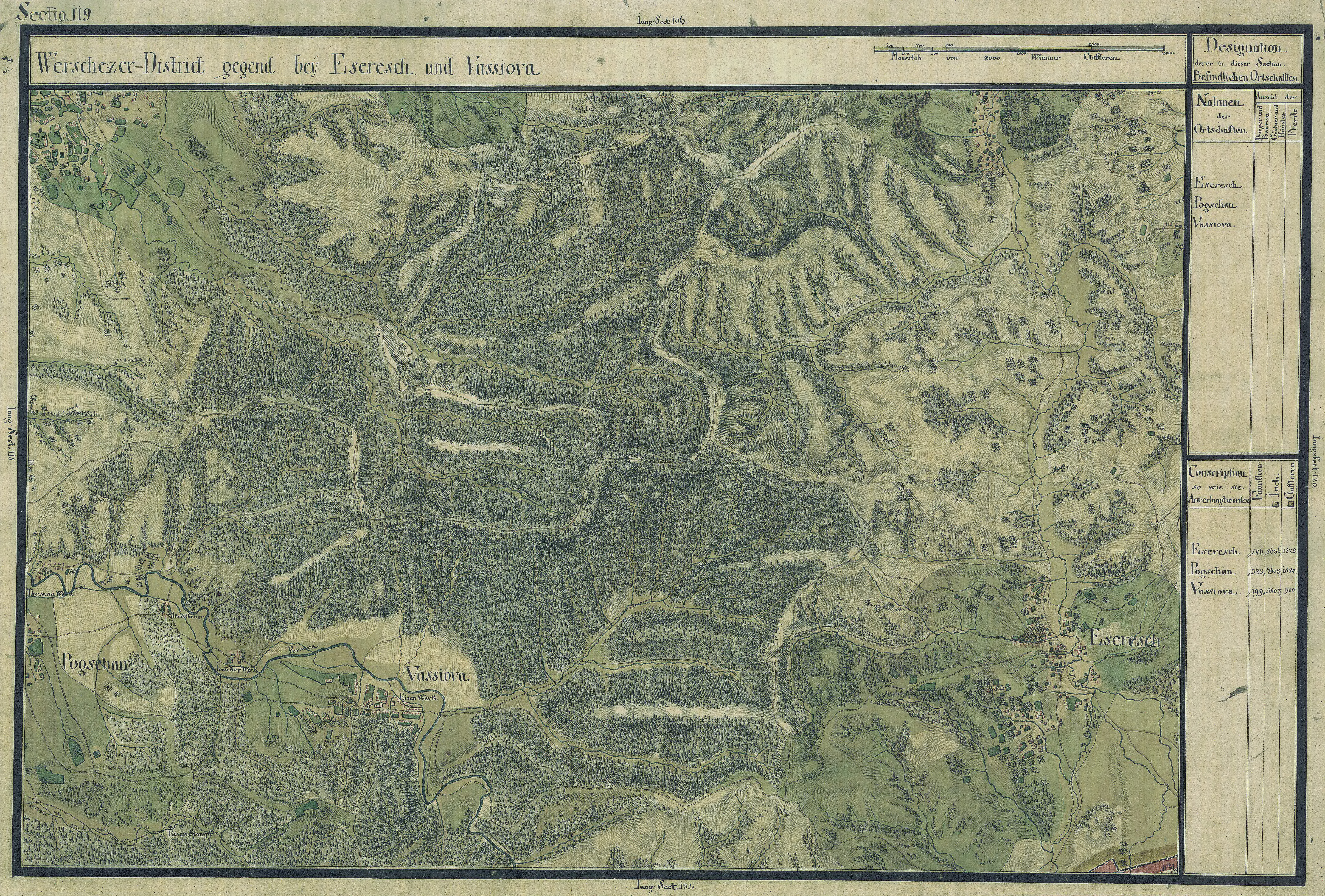
Ezeriș în Harta Iosefină a Banatului, 1769-72